# 吸排ポンプ
吸排ポンプ（きゅうはいポンプ）は、泥水などを吸い込み所定の場所へと移送するための電動型の小型泥水吸引ポンプのこと。

## 歴史
ポンプメーカーが東京都の下町の機械修理業者に委託したのが由来と言われている。名前の由来は機械修理業者の社長が行きつけの電気店にてたまたま当時流行っていたユーロビートの音楽が社長の耳には「キューハイ・ハイー」と言うフレーズに聞こえたので吸うのと吐くので吸排として英語の歌から思いついたので英語の当て字で「Q-hi」としたと言われている。「Q-hiポンプ」や「Q-hi機能」とも呼ばれる。
初期型はポンプをそのまま流用した形をしていたが、現行型は各メーカーが整流板などで本体を小型化している。超大容量の泥水を長距離吸引し移送する場合のためにシステム機械化した「泥水移送ポンプ」なるものも存在する。

## 構造
通常の真空型ポンプが呼び水を入れてそれを掻き出すことで真空を発生して新たな呼び水を接続したホースから引き込むのとは別に、吸排ポンプはあらかじめ密閉したタンク内に通常のポンプシステムがそのまま位置し、その全体を呼び水で満たすような構造になっている。
呼び水を入れて作動させると先ず羽が水を掻いて渦を作り、掻き出された水は自身を囲む密閉した容器内に排出される渦を発生する場所（ケーシング内）には機械外部のホースと直結されている為、通常の真空ポンプと同じ原理で新たに呼び水を引き込んでくる。引き込まれた水はそのまま密閉容器の中へ排出され、排出された水は新たに吸い込んできた水によって増して行き、溢れ水（オーバーフロー）として機械外へ排出される。
最大の長所は、上の仕組みにより通常の真空ポンプはホース等を外すと一々呼び水を羽部（ケーシング内）に充満させる必要があったが、吸排ポンプは常に本体内に呼び水が充填されている状態なので原則的にホースや場所を移動しても呼び水充填の必要が無く、本体の密封容器（ケーシング）を解体して外へ排出しない限り真空を発せられる。
欠点は、溢れ水（オーバーフロー）の要領で排水するために排出する圧力は極端に低いため、自身より高所へ排出するのは時間が掛かる。また、容器の内部に砂や汚泥などが溜まると溢れ水の出口がふさがれて密封状態では動かなくなる。溜まってきたら掃除する必要が有るため不純物が多い水質には不向きで、あくまで雨水程度の排水にしか向かない。